# USS Hopkins (DD-6)
USS Hopkins (DD-6) bio je šesti američki razarač klase Bainbridge. Ime je dobio po Eseku Hopkinsu.

## Povijest
Kobilica je položena 2. veljače 1989. u brodogradilištu Harlan & Holligsworth u Wilmingtonu. Porinut je 24. travnja 1902. i u operativnu uporabu primljen 23. rujna 1903.

### Operativna uporaba
Iz Philadelphije isplovljava 12. svibnja 1904. kako bi se pridružio Floti u Norfolku. 29 rujna 1906. zajedno s USS Lawranceom prati predsjednika do zaljeva Cape Cod kako bi prisustvovao pravoj borbenoj vježbi. Tijekom 1907. i 1908. kao dio Torpedne Flotile, Hopkins prati Atlantsku Flotu na vježbovnim krstrenjima u Tihi ocean. Nakon bojnih gađanja u zaljevu Magdalena, Flotila 6. svibnja 1908. stiže u San Francisco. 1. lipnja 1908. pridružuje se Pacifičkoj Torpedno Floti s kojom plovi duž Zapadne obale SAD-a, Aljaske i Meksika.
Tijekom Prvog svjetskog rata obavlja ophodne dužnosti. 3. kolovoza 1917. stiže u Hampton Roads kako bi obavljao ophodne i eskortne zadatke duž o obale do Bermuda.
Iz operativne uporabe povučen je 20. lipnja 1919. nakon čega je 7. rujna 1920. prodan kao staro željezo.

### Zapovjednici
Izvor podataka:
| - Montgomery Meigs Taylor (23.9. 1903 - 26.12. 1905) - Charles William Forman (26.12. 1905 -27.7. 1906) - Merlyn Grail Cook (27.7. 1906 - 3.12. 1906) - Alfred Graham Howe (3.12. 1906 - 1.6. 1908) - Ernest Friedrick (1.6. 1908 - 15.3. 1910) - Harold Gardiner Bowen Sr. (15.3. 1910 - ?) | - Irving Hall Mayfield (rujan 1911 - 1912) - James Laurence Kauffman (1912 - 1914) - Joseph Augustine Murphy (1914 - 1916) - James Grady Ware (1916 - 1917) - Arthur Stuart Walton (1917 - 24.11. 1918) - Robert Gibson Tobin (24.11. 1918 - 20.6. 1919) |